# Sziget Fesztivál 1996
1996. augusztus 14. és 20. között negyedik alkalommal került megrendezésre a Sziget Fesztivál.

## Fontosabb külföldi fellépők
Augusztus 14.
- Slash

Augusztus 15.
- The Bates

Augusztus 16.
- The Stone Roses

Augusztus 17.
- Peter Hammill
- Iggy Pop

Augusztus 18.
- The Prodigy

Augusztus 19.
- Levellers
- Sonic Youth

Augusztus 20.
- Therapy?
- Gianni Lenoci Quintett